# 崑嵩戰役
崑嵩戰役，是越南戰爭後期的一場戰鬥，北越在1972年5月26日至5月27日，越南人民軍及越共對南越展開的復活節攻勢其中一場戰鬥。
最終南侵的越南人民軍及越共3個師被南越陸軍第2軍第22及23師擊退，守住崑嵩。

## 外部連結
- Battle of Kontum （页面存档备份，存于）
- MACV Command History, Kontum PDF （页面存档备份，存于）